# Venezuelski hoko
Venezuelski hoko (lat. Mitu tomentosum) je vrsta ptice iz roda Mitu, porodice Cracidae. Nema nijednu podvrstu. Živi u Brazilu, Kolumbiji, Gvajani i Venecueli. Prirodna staništa su mu suptropske i tropske vlažne nizinske šume.
Prosječno je duga oko 84 centimetra. Ima plavkasto-crno perje, dok su noge narančaste boje. Živi u kišnim šumama u paru, sam, ili pak u manjim skupinama.